# William Krell

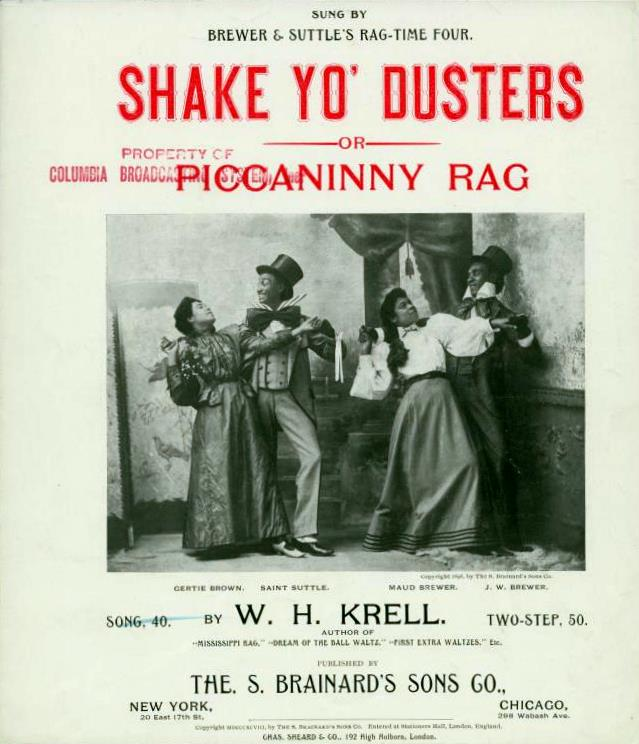
Piccaninny Rag, 1898

William Henry Krell (Tamaqua, Pensilvânia, maio de 1868 – 30 de setembro de 1933) foi um compositor e pianista estadunidense. Sua composição "Mississippi Rag", publicada em Nova York por S. Brainard's Sons e protegida por direitos autorais em 27 de janeiro de 1897, é considerado a primeira música de do gênero ragtime. A partitura afirmava que era o primeiro rag-time two step já escrito e tocado pela primeira vez pela Krell's Orchestra em Chicago, embora a estrutura tenha a forma de uma marcha de patrulha. A capa mostra um grupo de todas as idades dançando para um tocador de banjo diante de espectadores sentados em uma pilha de fardos de algodão empilhados em um cais no rio Mississippi.
Krell também compôs Shake Yo 'Dusters! (ou Piccaninny Rag) em 1898.

## Biografia
- Fonte:ragpiano.com[1]

O jovem William aprendeu instrumentos de sopro e um pouco de piano na escola secundária, e eventualmente recebeu treinamento musical suficiente para se tornar um líder de banda e arranjador. A Pensilvânia era conhecida por suas muitas bandas patrocinadas pela indústria, reunidas por minas, fábricas, brigadas de incêndio, etc., então havia muitas oportunidades para Will se envolver. Ele se mudou para Chicago, Illinois em algum momento entre 1888 e 1890. Foi lá que William conheceu e se casou com Jeannette Krell de Wisconsin em 1890.
No início da década de 1890, William estava começando a trabalhar tocando ou regendo bandas, incluindo algumas organizações de turismo. Suas primeiras publicações foram valsas e baladas, uma delas dedicada ao falecido prefeito de Chicago, Carter Harrison, que morreu dois dias antes do encerramento da Exposição Mundial Colombiana de 1893. Krell também é creditado por compor um dos primeiros cakewalks impressos, The Cake Walk Patrol. A patrulha típica representava o ponto de vista de um observador de desfile ao ouvir uma banda passando, começando suavemente à distância, sacudir a capa dos espanadores crescendo em um crescendo conforme eles caminhavam e tocavam seus temas mais dinâmicos, e então terminando como começou com a banda marchando para longe. A peça mais famosa deste rei naquela época foi American Patrol de FW Meachem, ainda popular mais de um século depois de ser introduzida. Anúncios para a orquestra de Krell tocando patrulhas e cakewalks começaram a aparecer no início de 1896. Durante uma turnê no sul dos Estados Unidos no final de 1896, William e seu grupo foram expostos a muitos músicos locais tocando cepas cakewalk avançadas que eles chamavam de rag ou ragtime.
Após seu retorno a Chicago, seu editor, S. Brainard's Sons Company, estava realizando um concurso com um prêmio em dinheiro para a melhor composição de ragtime que poderia ser enviada. Krell formulou parte do que ouviu na turnê em um número de banda para seu grupo que eles já estavam tocando quando o prêmio foi anunciado. Ele transcreveu uma redução dela em uma partitura para piano e enviou o que se tornou a entrada vencedora, The Mississippi Rag, com direitos autorais em 27 de janeiro de 1897. Embora na verdade outra peça de patrulha cakewalk (começa suavemente, vai aumentando até o meio, desaparece e termina conforme começou), a palavra "Rag" no título deu a ela um significado histórico. Observe que não é o primeiro verdadeiro "rag" (talvez Louisiana de Theodore Northrup [Pas-ma-la] se encaixe nesse título), mas sua popularidade ajudou a impulsionar o ragtime nos meses seguintes que, no final das contas, durou quase duas décadas. Pouco depois da publicação do Mississippi Rag, Tom Turpin se tornou o primeiro compositor negro a publicar um verdadeiro rag para piano, seu Harlem Rag , em St. Louis.
Krell marcou novamente no ano seguinte com Shake Yo 'Dusters, que estava mais próximo do verdadeiro ragtime em construção, mas nunca recapturou o espírito de sua primeira contribuição de rag, e não compôs praticamente nada depois disso para o piano. Ele passou a maior parte de seu tempo liderando sua orquestra, tanto para eventos da sociedade quanto em compromissos limitados em locais de entretenimento. Eles estavam em um modo extremamente competitivo naquela época, pois o campo estava ficando lotado. Isso foi sublinhado por uma rixa que ele teve que virou notícia no Chicago Daily Tribune em 22 de setembro de 1900:
As diferenças entre William H. Krell… proprietário da Krell Orchestra, e Harry Diamond, o violinista "boy wonder", culminaram em discórdia aberta nas salas da Chicago Musical Society na 83 Madison street ontem à tarde. Krell atingiu Diamond, jogando-o para o outro lado da sala, porque, ele declarou, Diamond o chamou de "patim baixinho". A disputa começou por causa da competição nos negócios. Krell tocou durante o verão nos Jardins de Heidelberg na rua 51, mas desde o fechamento do jardim ele tem procurado contratos para esta orquestra em entretenimentos privados. Diamond também se esforçou para conseguir contratos para uma orquestra que está organizando. Anteriormente, ele havia trabalhado para Krell, sua dispensa levando a uma rivalidade entre os dois músicos. Diamond então começou a competir com seu antigo empregador. Embora tenha 20 anos, ele é conhecido no meio musical como o "menino maravilha".
Krell diz que quando conheceu Diamond nas salas da Chicago Musical Society, este último estava fazendo comentários sobre os métodos de negócios da Krell Orchestra.
A interferência de Krell levou à briga. Diamond, que ficou gravemente ferido, ameaçou conseguir um mandado de prisão de Krell. "Diamond persistiu em me atacar", disse Krell. "Ele teve inveja do meu negócio e tentou prejudicá-lo. Eu tolerava muito dele, mas quando ele me chamou de 'patim baixinho' me senti totalmente justificado em bater nele. Não acho que ele ousaria me prenda. " O diamante não foi encontrado na noite passada. "
a capa do caramanchão Krell foi mostrado vivendo e trabalhando em Chicago de meados da década de 1890 até pelo menos meados da década de 1910, listado nos registros do censo de 1900 e 1910 como músico. Alguns diretórios da cidade o listavam como músico ou maestro. No censo de 1900, seu irmão Fred foi mostrado vivendo com o casal e também trabalhando como músico. Em 1910, seu enteado Harvey provavelmente morreu, pois Jeannette mostrou ter tido um filho, mas nenhum sobreviveu, e ele não pode ser encontrado em nenhum registro subsequente.
Notícias de compromissos regulares da Banda de Krell e Orquestra de Krell foram vistas em jornais de Chicago até 1914. Seu violinista principal, John Cerny, deixou o grupo no final de 1913, anunciando que estava formando sua própria orquestra e em busca de patrocínio. Isso pode ter sido um prenúncio do lento desmantelamento dos grupos Krell. Os avisos da banda na década de 1910 às vezes eram para um Henry Krell, mas como seu irmão ainda estava na Pensilvânia e nenhum outro Henry Krell foi encontrado como músico em Illinois, William provavelmente estava usando seu nome do meio para denotar ainda mais a diferença entre a orquestra e a banda. No entanto, no final da década de 1910, quando William se aproximava dos 50 e a era do jazz estava a caminho, ele largou o bastão e começou a trabalhar como vendedor ambulante, ocupação que listou no censo de 1920. De acordo com seu obituário, ele estava no ramo de manufatura de novidades, que podia cobrir uma ampla variedade de mercadorias. Krell mudou-se de Chicago para Miami, Flórida, onde se aposentou do ramo de novidades. Ele então se tornou presidente da Republic Securities Corporation, uma holding para amplos interesses imobiliários em Miami. Jeanette faleceu em Miami em 1928. William ainda mantinha uma residência no meio-oeste em Oconomowoc, Wisconsin. O ex-compositor, agora negociando com terras, estava envolvido em pelo menos um processo judicial a esse respeito, Josephine F. Finney contra William H. Krell, em 1930. A enumeração de 1930 o indicava que morava em Miami, mas aos 61 anos ele não mostrou ocupação. Krell morreu quase na obscuridade em 1933, deixou seu irmão Fred e não foi redescoberto até 1950, quando They All Played Ragtime foi publicado, creditando sua entrada significativa, embora circunstancial, na história musical.O Mississippi Rag ainda é tocado com frequência no século 21 por uma grande variedade de pianistas e conjuntos de ragtime.

## O lugar de Mississipi Rag no gênero
Desde que foi redescoberto durante o primeiro renascimento do ragtime durante os anos 1950, "Mississippi Rag" tem sido tradicionalmente considerado como o primeiro ragtime instrumental publicado. Alguns músicos, por exemplo Bill Edwards, preferem classificar a peça como um cakewalk, que é de um estilo precursor ligeiramente anterior a partir do qual o ragtime se desenvolveu. Para apoiar isso, Edwards aponta para a escassez de sincopação verdadeira na partitura escrita. Por outro lado, como muitas peças cakewalk, "Mississippi Rag" prontamente se presta a um embelezamento sincopado pelo intérprete, como a própria interpretação de Edwards da peça demonstra.

## As gravações de Mississipi Rag
Mississippi Rag foi gravado por Claude Bolling, the Firehouse Five Plus Two, Steve Pistorius, Turk Murphy, Paragon Ragtime Orchestra on "More Candy", Richard Zimmerman, Squeek Steele on "Ragtime Volume One", Harmonic Brass Munich on "There's a Man", Knuckles O'Toole on "Knuckles O'Toole: Plays The Greatest All-Time Ragtime Hits", Terry Waldo on "Ragtime Classics Vol. 1", Evergreen Ragtime Trio on "It's a Rouser", Trebor Jay Tichenor on "Ragtime Reunion", the Eastern Brass Quintet, the Avatar Brass Quintet on "Magnetic Rags: Ragtime for Brass", The Black Swan Classic Jazz Band, Lew Green and Jeff Barnhart on Arbors Records...Lew Green & Joe Muranyi:Together.
A versão do Claude Bolling está presente na trilha-sonora da novela O Cravo e a Rosa.

## Outras Composições
William Henry Krell foi um líder de banda e compositor de Chicago, cujas outras composições incluíam:
- Our Carter: A Beautiful Ballad (1893), com Silas Leachman
- The American Girl Battle Ship March (1898)
- The Cake Walk Patrol (1895)
- Fighting Bob Evans (1898)
- A Dream of the Ball: Waltzes (1895)
- Finnigan Cadets (1898)
- The First Extra: Waltzes (1895)
- Shake Yo' Dusters, or the Piccaninny Rag (1898)
- Strolling on the Beach (1895)
- Shake Yo' Dusters – Song (1898)
- The Time He Loves the Best (1895), with L. H. Freeman
- Cyrano (1899)
- Arbutus Waltz (1896)
- The Recreation (1896)
- The Bowery Spielers (1900)
- The Senator (1901)
- Summer Girl Waltzes (1897)